# Enköping (comune)
Enköping è un comune svedese di 39 626 abitanti, situato nella contea di Uppsala. Il suo capoluogo è la città omonima.

## Località
Nel territorio comunale sono comprese le seguenti aree urbane (tätort):
- Enköping
- Fjärdhundra
- Grillby
- Haga
- Hummelsta
- Kärsta och Bredsdal (parte)
- Lillkyrka
- Örsundsbro

## Amministrazione

### Gemellaggi
- Kaarina
- Ølstykke
- Nedre Eiker
- Jõgeva
- Santa Rosa (Laguna)